# Колос (стадіон, Ковалівка)
«Ко́лос» — футбольний стадіон у селі Ковалівка Білоцерківського району Київської області. Домашній стадіон футбольного клубу «Колос» (Ковалівка). Арена розрахована на 5050 глядачів і оформлена у традиційних для «Колоса» чорно-білих кольорах. Стадіон відповідає всім сучасним вимогам УЄФА й може приймати не лише поєдинки внутрішніх змагань, але й матчі кваліфікаційних раундів єврокубків. Неподалік від стадіону розташовані військовий іподром та база реактивних літаків.

## Назва
Як спортивна споруда села Ковалівка стадіон не мав єдиної усталеної назви. У 2012 році був організований футбольний клуб «Колос» і сільська спортивна арена стала найменуватися «Стадіон Колос».

## Історія

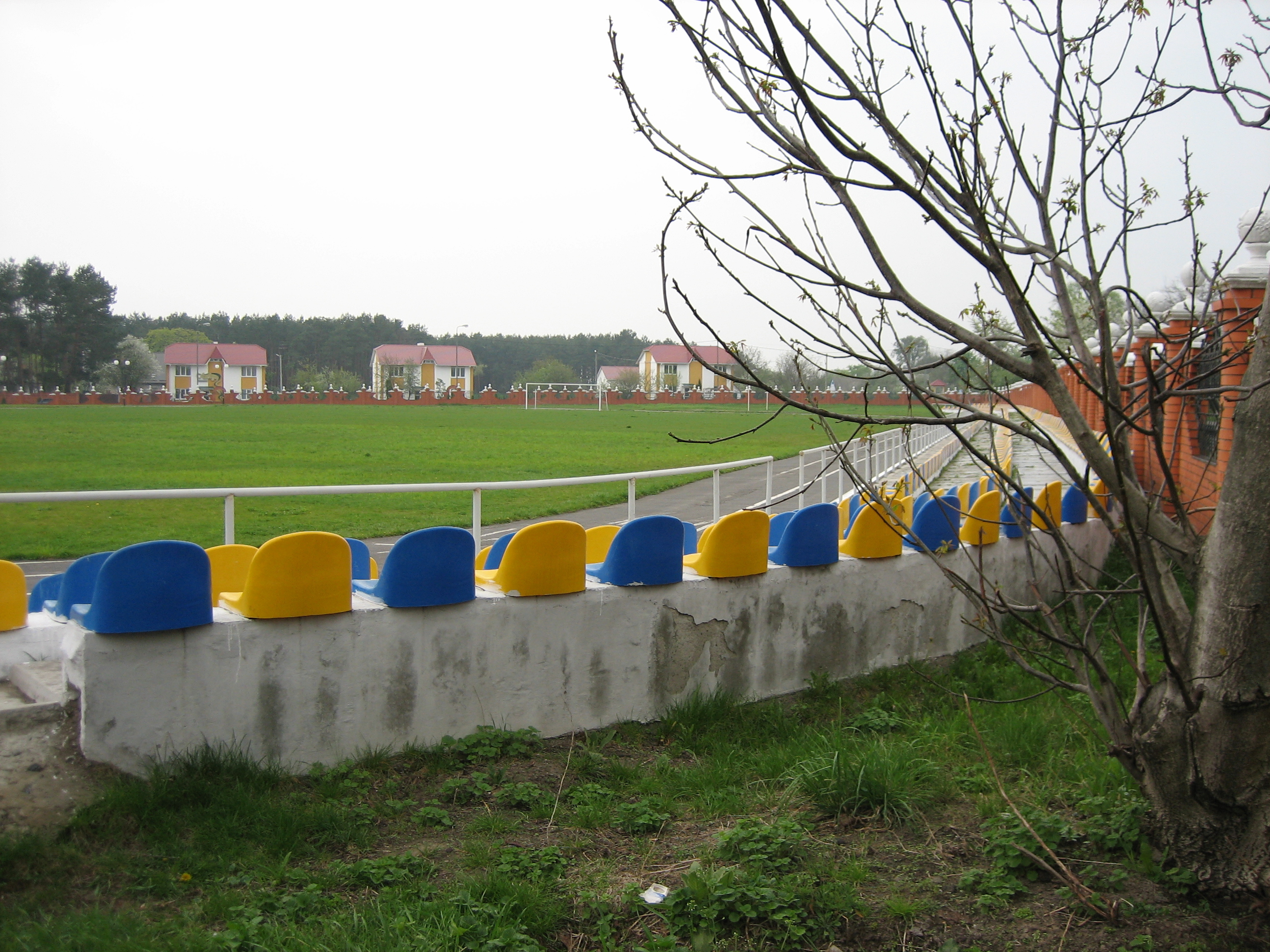
Стадіон «Колос» до реконструкції

Спортивну споруду збудовано на місці напівзруйнованого стадіону в центрі селища. Арена спочатку могла вмістити 950 глядачів, а після низки реконструкцій збільшилася до 5050 місць.

### Будівництво
Перша реконструкція стадіону як домашньої арени ФК «Колос» відбулася у 2014 році. Друга масштабна реконструкція відбулася у 2020 році. Будівництво тривало 414 днів. Приблизна вартість будівництва — 160 млн гривень.
Під час реконструкції стадіону зробили дренаж, встановили систему поливу та сучасне освітлення, якого не було на старому стадіоні.
Підігрів поля відповідає всім екологічним нормам та працює на альтернативних видах пального. Особливу увагу приділили телевізійній трансляції матчів. Створені спеціальні платформи для розміщення камер, коментаторські позиції, зона ПТС та все необхідне для роботи системи VAR.

### Відкриття і перші матчі
2 вересня 2020 року відбулася історична подія для футбольного клубу «Колос» — відкриття оновленого стадіону в Ковалівці.
В урочистій церемонії відкриття взяли участь президент УАФ Андрій Павелко та перші віцепрезиденти — Олег Протасов та Анатолій Дем'яненко.
Почесні гості вручили найменшим вихованцям «Колосу» футбольні м'ячі та пам'ятні призи.
Також із нагоди відкриття стадіону Андрій Павелко нагородив ковалівський клуб і його президента Андрія Засуху почесними призами, від Української асоціації футболу та оригінальною футболкою збірної України.
Перший офіційний матч, на новій арені, пройшов 12 вересня 2020 року. У матчі другого туру, УПЛ ФК «Колос» розгромив ПФК Львів з рахунком 4:0. 

## Міжнародні матчі

### Матчімолодіжної збірної України
| №  | Дата       | Турнір            | Господарі | Рахунок | Гості       | Голи                                    | Глядачі |
| -- | ---------- | ----------------- | --------- | ------- | ----------- | --------------------------------------- | ------- |
| 01 | 17-11-2020 | Відбір до ЧЄ 2021 | Україна   | 3-0     | П. Ірландія | Бабогло 68' Ісаєнко 70' Кухаревич 74'   | 0       |
| 02 | 07-09-2021 | Відбір до ЧЄ 2023 | Україна   | 2-1     | Вірменія    | Криськів 20' Мудрик 62' - Галстян 45+4' | 2940    |

### Матчіжіночої збірної України
| №  | Дата       | Турнір            | Господарі | Рахунок | Гості          | Голи                                                                         |
| -- | ---------- | ----------------- | --------- | ------- | -------------- | ---------------------------------------------------------------------------- |
| 01 | 09-04-2021 | Відбір до ЧЄ 2022 | Україна   | 1-2     | П. Ірландія    | Апанащенко 22' - Фернесс 5' Мегілл 57'                                       |
| 02 | 21-10-2021 | Відбір до ЧС 2023 | Україна   | 4-0     | Фарерські о-ви | Козлова 16' Кравчук 45' Бойченко 57' Корсун 79'                              |
| 03 | 26-10-2021 | Відбір до ЧС 2023 | Україна   | 0-6     | Іспанія        | Путельяс 9' Саріеджі 33' 82' Ейзаджірре 68' Апанащенко 84' (а) Редондо 90+2' |